# Gayer-Anderson-Museum
Das Gayer-Anderson-Museum ist ein Museum in Kairo (Ägypten) mit den Themen traditionelle islamische Wohnkultur, Architektur, Kunst, Archäologie und Kuriositäten. Es ist benannt nach dem britischen Sanitätsoffizier Major Robert Grenville (auch „John“) Gayer-Anderson Pascha, der von 1935 bis 1942 mit einer Sondererlaubnis der ägyptischen Regierung in dem Haus wohnte und es mit traditionellen Möbeln, Teppichen und von ihm gesammelten Artefakten, Kunstwerken und Kuriositäten ausstattete. Das Gebäude, dessen wesentliche Teile im 16. und 17. Jahrhundert errichtet wurden, ist baulich angelehnt an die weltberühmte Ibn-Tulun-Moschee aus dem 9. Jahrhundert nach Christus.

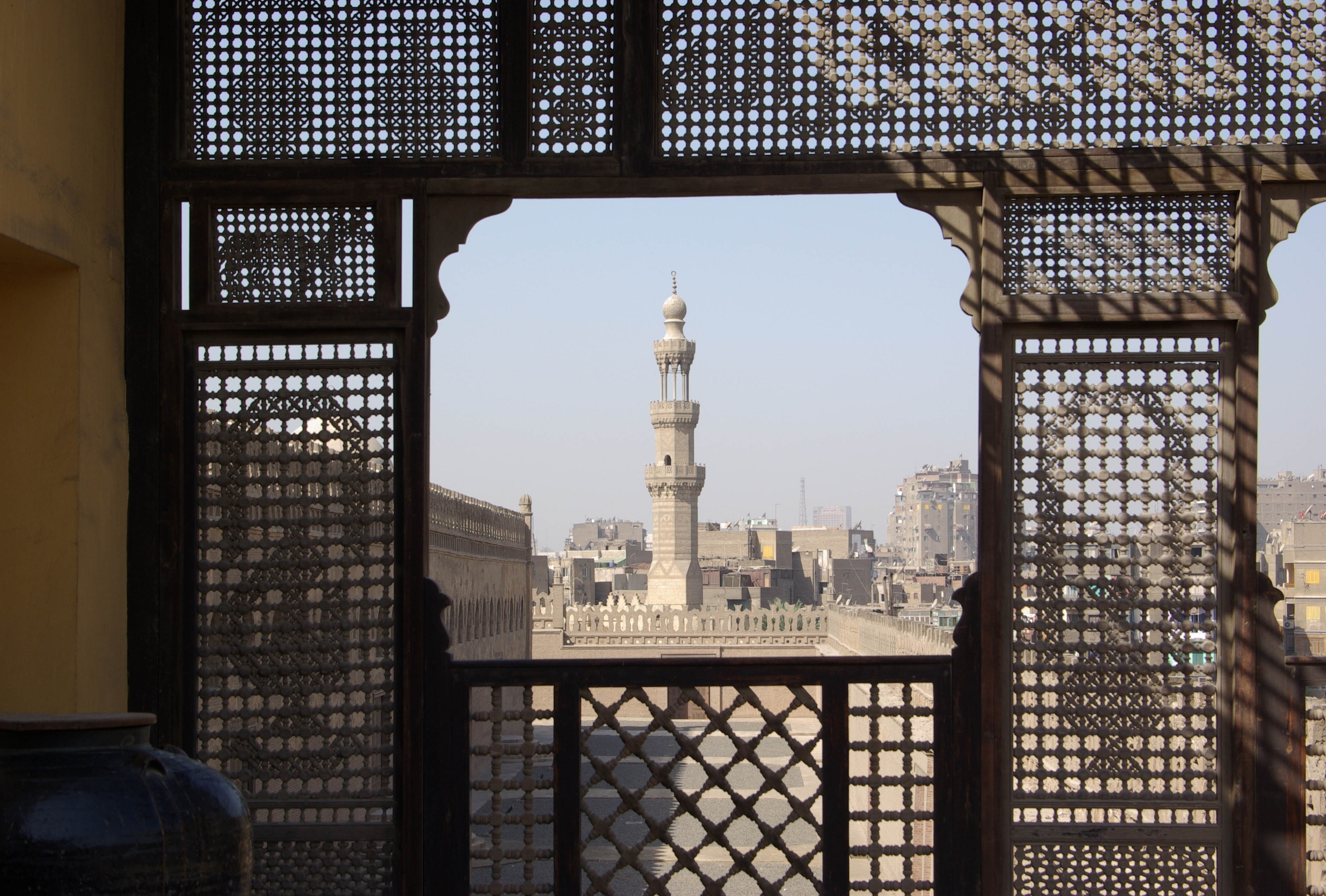
Blick von der Dachterrasse des Gayer-Anderson-Museums auf das Minarett der Moschee des Amir Sarghitmish

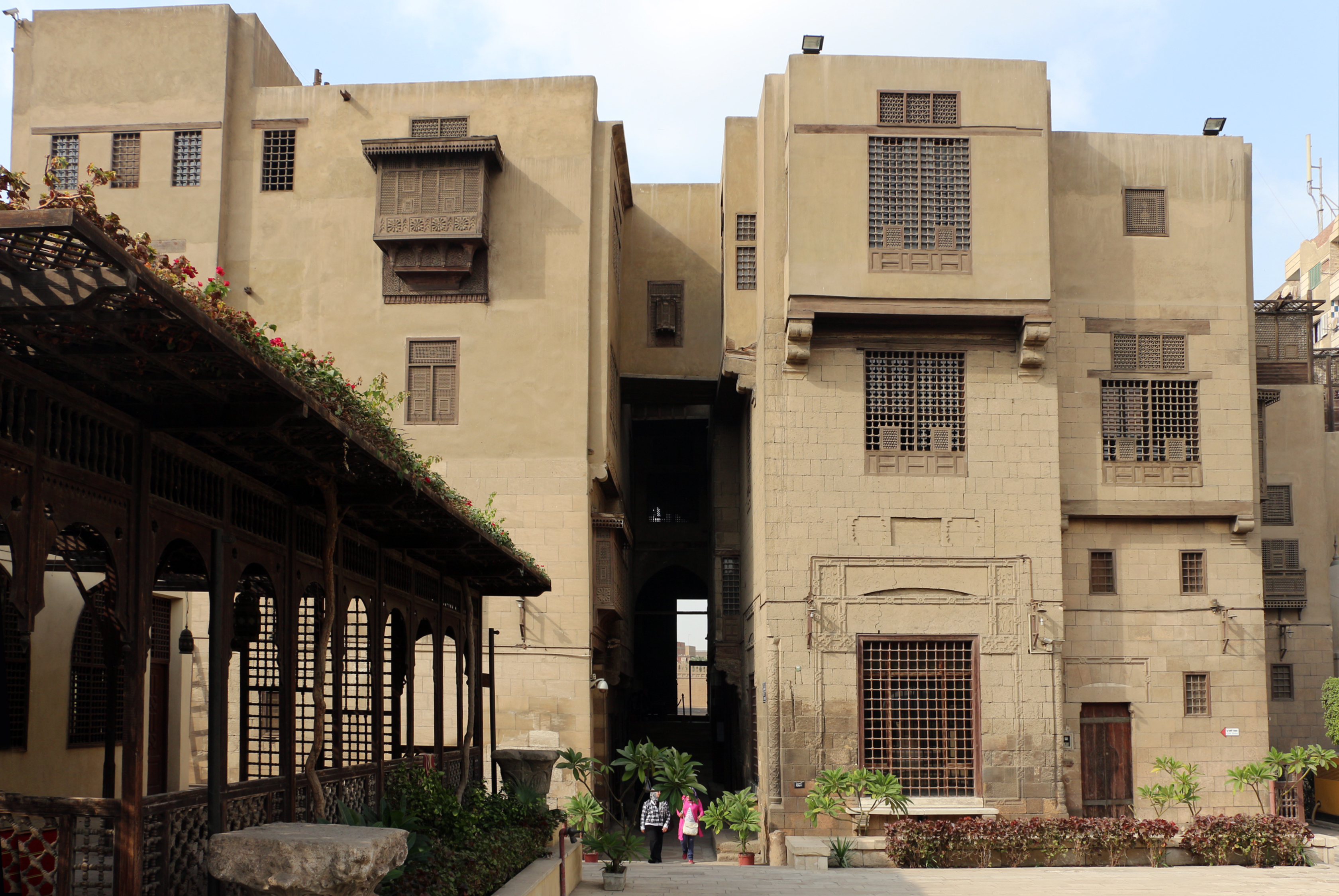
Außenansicht des Museums vom Garten aus mit den beiden Gebäudeteilen links und rechts

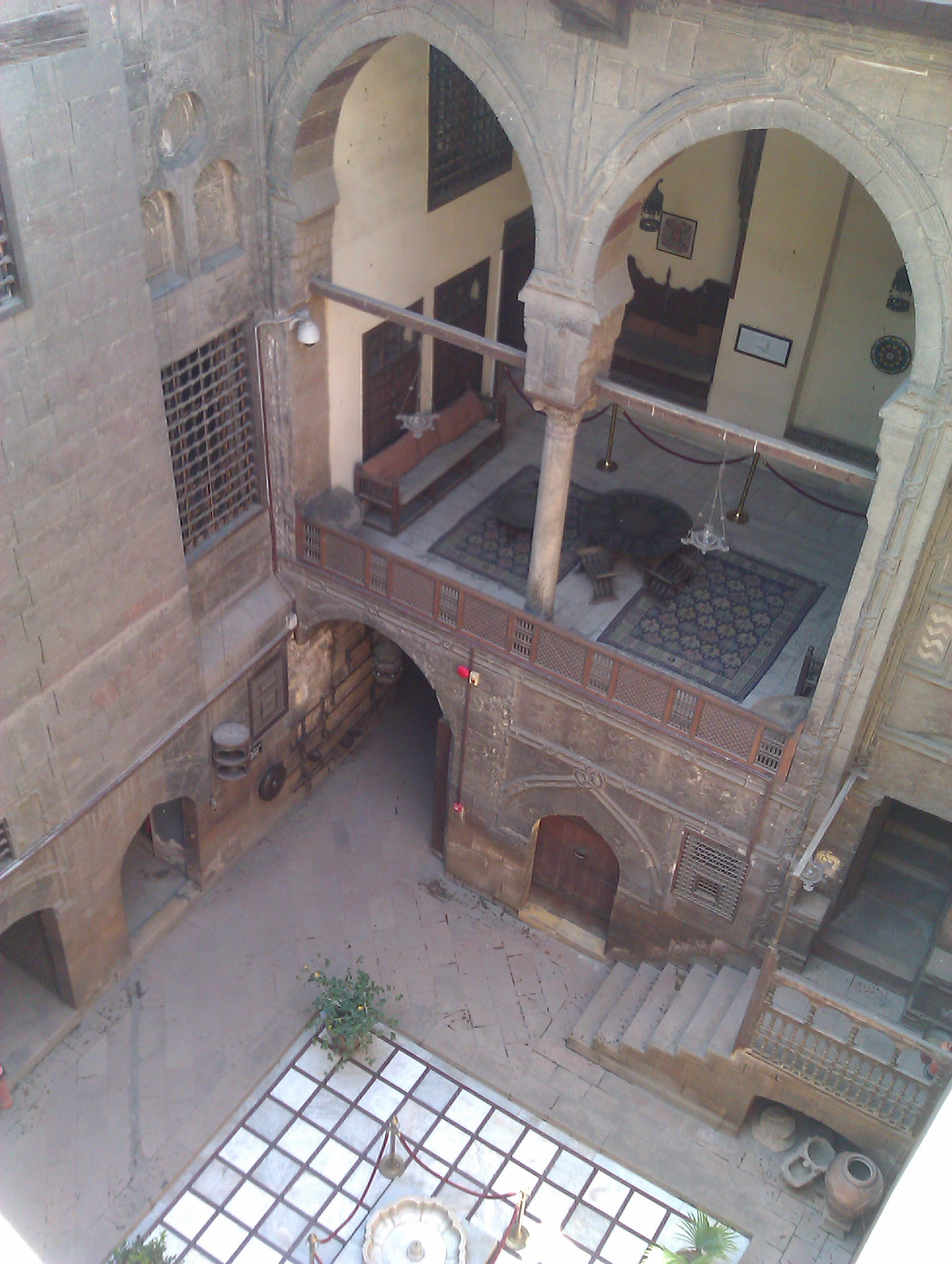
Der Innenhof

## Die Gebäudeteile
Das heutige Museumsgebäude besteht aus zwei alten Wohngebäuden. 
- Das älteste Gebäude wurde von Hajj Mohammad Ibn Al-Hajj Salem Ibn Galman al-Gazzar im Jahre 1540 gebaut. Er wurde nach der späteren Besitzerin Amna bint Salim al-Gazzar von der Bevölkerung „Beit Amna bint Salim“ genannt.
- Das jüngere Gebäude wurde vom reichen Kaufmann Abd al-Qadir al-Haddad im Jahre 1670 errichtet. Später wurde es von einer Dame aus Kreta erworben und deshalb auch „Beit el-Kretliyya“, das „Haus der Kreterin“ genannt, ein Name, der später auf das gesamte Ensemble übergehen sollte.[1][2]

Beide Gebäude gehörten zu der Wohnbebauung, die sich im Laufe der Jahrhunderte in der Gegend des „Gebel Yashkur“ (heute Sayyida Zeinab) ausgebreitet hatte und bis an die Moschee des Ibn Tulun herangewachsen war. Zu Beginn des 20. Jahrhunderts waren deshalb die Mauern der Moschee praktisch nicht sichtbar.
Im Zuge der Bestrebungen, die islamischen Denkmäler in Kairo besser zugänglich zu machen, begann die ägyptische Regierung im Jahre 1928, die Wohnhäuser um die Ibn-Tulun-Moschee abzureißen. Das „Committee for the Conservation of Arab Monuments“ stellte sich jedoch einem Abriss des „Beit el-Kretliyya“ entgegen, da dieses Doppelhaus viel besser erhalten war, als die anderen Gebäude um die Moschee. So wurde dieses Ensemble erhalten und die Seitenwände verstärkt, damit das Gebäude auch nach dem Abriss der Nachbarhäuser stehen bleiben konnte.

## Der Namensgeber
Der Brite irischer Abstammung Robert Grenville (auch „John“) Gayer-Anderson (1881–1945) hatte im Jahre 1903 sein Medizinstudium in England abgeschlossen und wurde im Jahre darauf in das Royal Army Medical Corps als Sanitätsoffizier eingezogen. Im Jahre 1906 wurde er zur ägyptischen Armee abgestellt, wo er unter anderem als Rekrutierungsoffizier tätig war. Während seiner Zeit in der Armee und wohl auch später als Oriental Secretary to the High Commissioner entwickelte sich seine Liebe zur ägyptischen Kultur.
Sein letzter britischer Dienstgrad war Major. Nach seiner Pensionierung im Jahre 1924 lebte R.G. Gayer-Anderson in Kairo und führte seine Sammlertätigkeit weiter. Später wurde er vom ägyptischen König Faruq zum „Lewa“ (Generalmajor) ernannt und erhielt dadurch den Ehrentitel Pascha.
Im Jahre 1935 erhielt R.G. Gayer-Anderson die Erlaubnis, in das renovierte Gebäude neben der Ibn-Tulun-Moschee einzuziehen. Er arbeitete weiter an der Modernisierung des Gebäudekomplexes und ließ Elektrizität und Versorgungsleitungen installieren. Außerdem reparierte er die Brunnen und das Pflaster um das Haus herum.
In dieser Zeit arbeitete er weiter an dem Ausbau seiner Kunst- und Antiquitäten-Sammlung, die er teilweise im Haus ausstellte. Zusätzlich stattete er das Haus mit traditionellem Mobiliar und Teppichen aus. Das Haus wurde so mehr und mehr zum Museum.

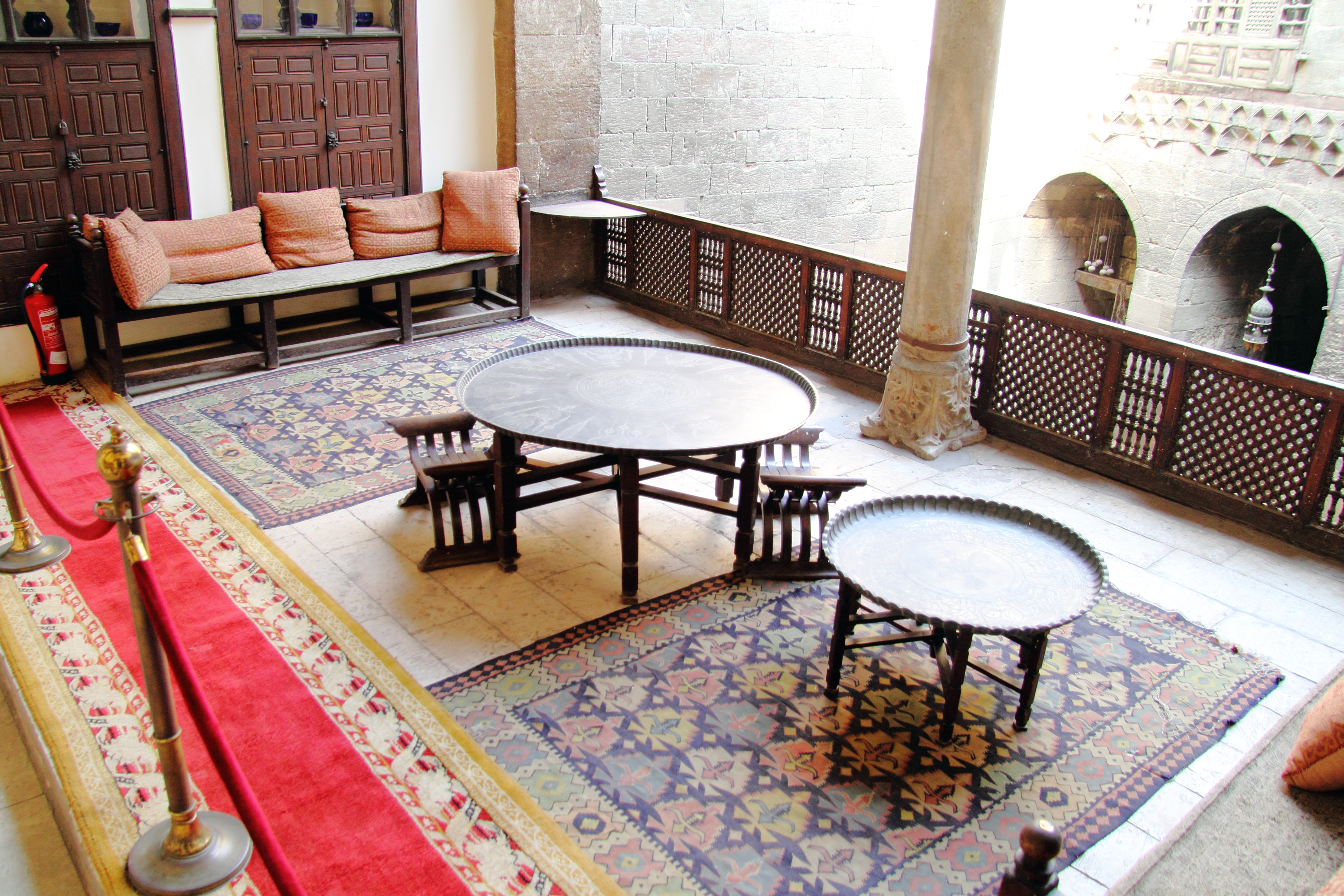
Empfangsraum, Loggia
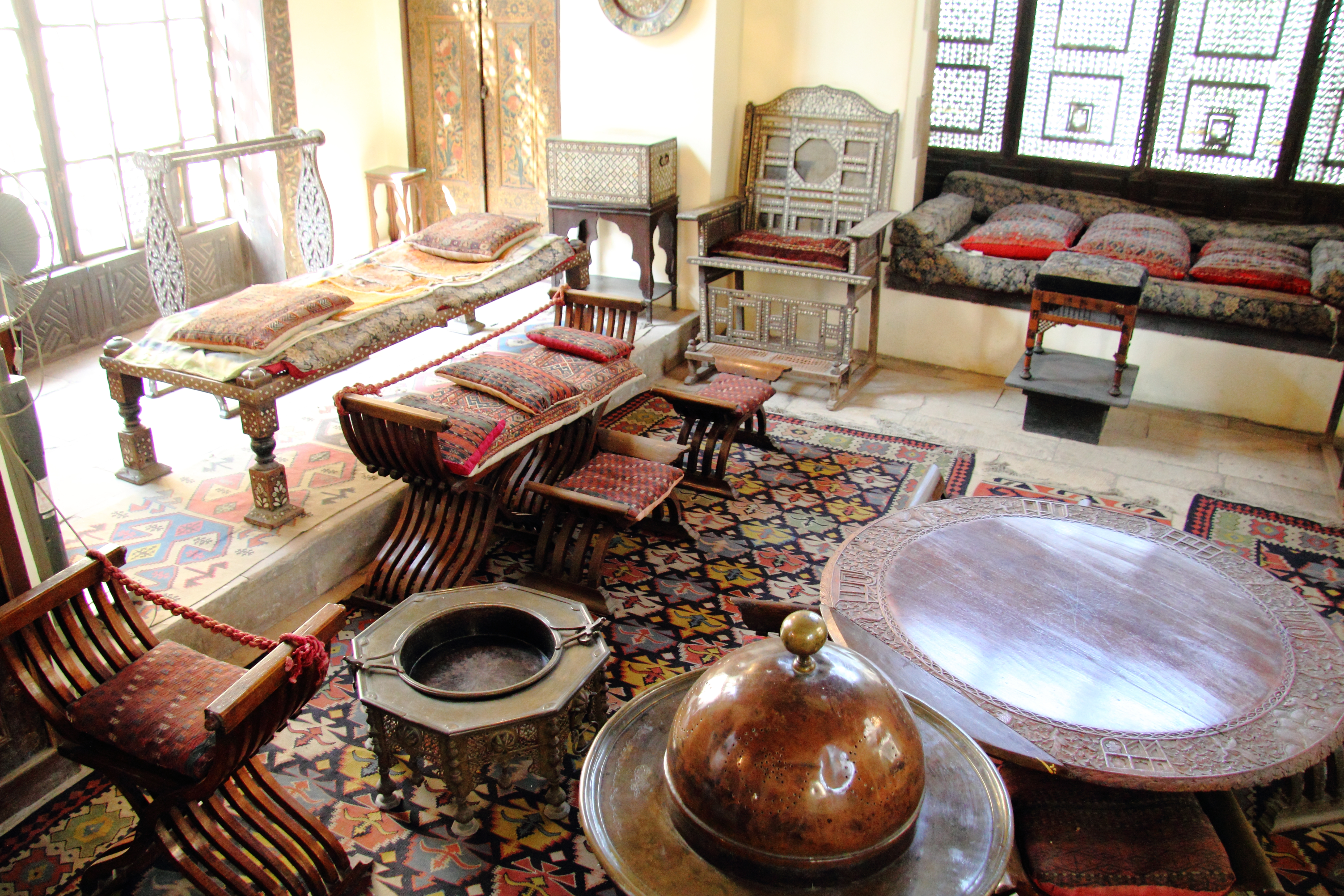
Wohnraum
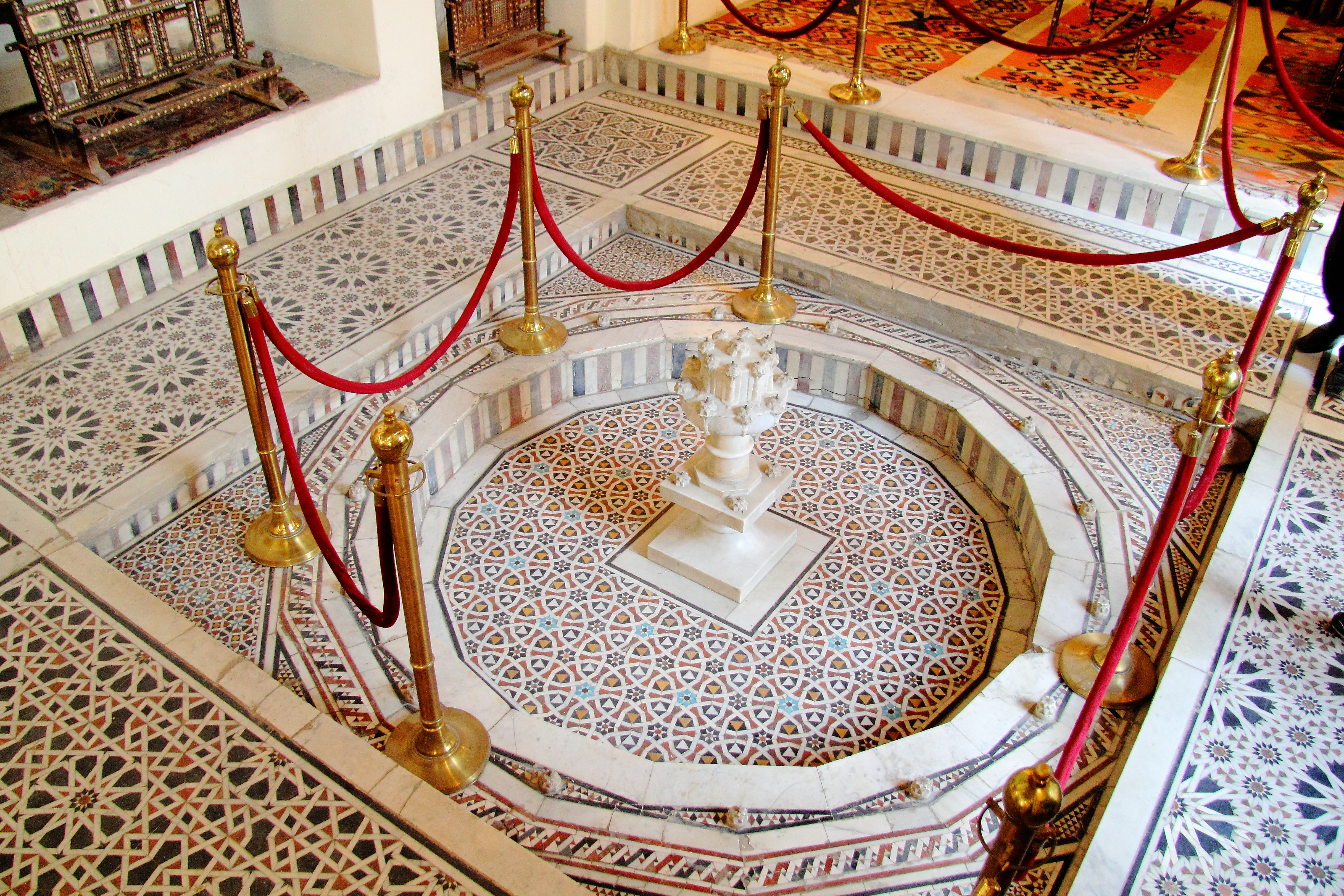
Innenraum mit Brunnen

Im Jahre 1942 kehrte er aus gesundheitlichen Gründen nach England zurück und übergab sein Haus in Kairo mit der Einrichtung und einem Teil der Sammlung an die ägyptische Regierung. In England hatte er zusammen mit seinem eineiigen Zwillingsbruder Colonel Thomas Gayer-Anderson, der ebenfalls begeisterter Sammler ägyptischer Altertümer war, ein Haus in Lavenham, Suffolk, mit Namen „Little Hall“. Die Brüder vermachten im Jahre 1943 den Großteil ihrer altägyptischen Antiquitäten, insgesamt rund 7.500 Stücke, dem Fitzwilliam Museum in Cambridge. Nach den Brüdern wurde ein Raum in den "Egyptian Galleries" des Museums benannt, der „Gayer-Anderson Room“.
Im Jahre 1945 verstarb Robert Grenville Gayer-Anderson.
Im Jahre 1947 traf die altägyptische Bronzestatue einer Katze im Britischen Museum in London ein, die R.G. Gayer-Anderson dem Museum bereits im Jahre 1939 geschenkt hatte. Dieses Kunstwerk erregte damals großes Aufsehen und ist heute noch als „Gayer-Anderson Cat“ berühmt. Eine Kopie steht heute im Gayer-Anderson-Museum in Kairo.

## Das Gebäude als Museum

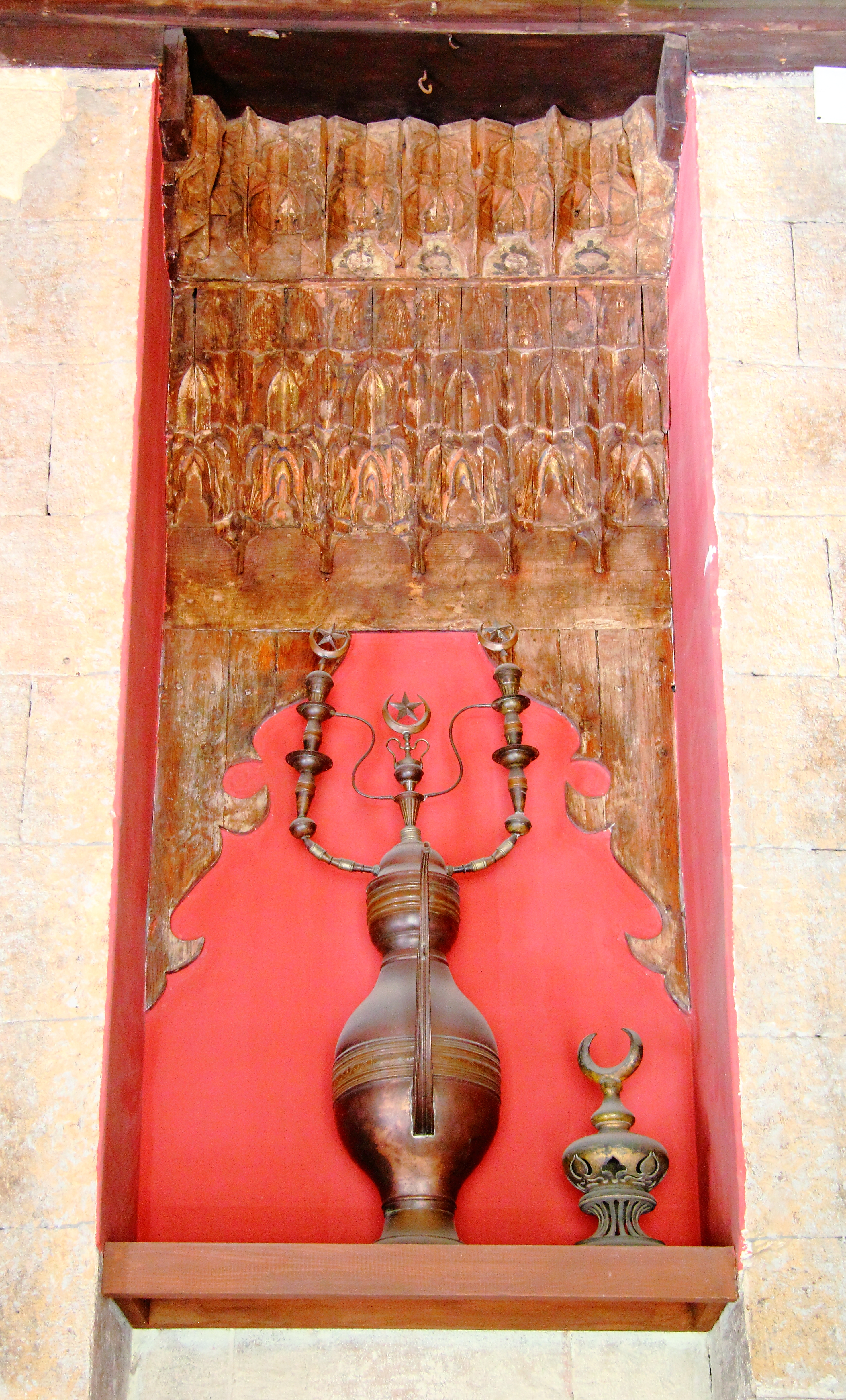
Wandnische mit Kunsthandwerk und Muqarnas-Dekoration
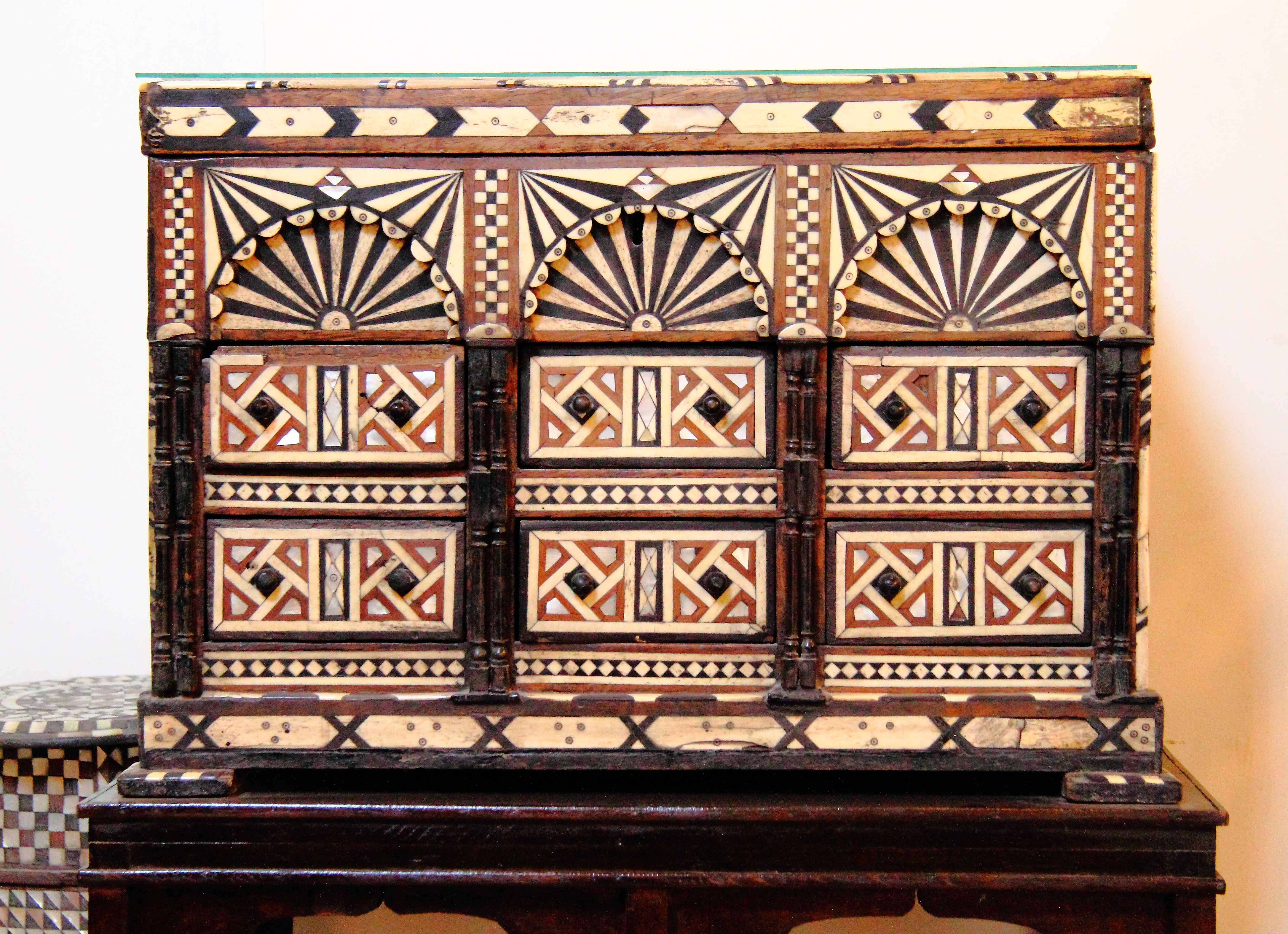
Truhe mit Intarsien
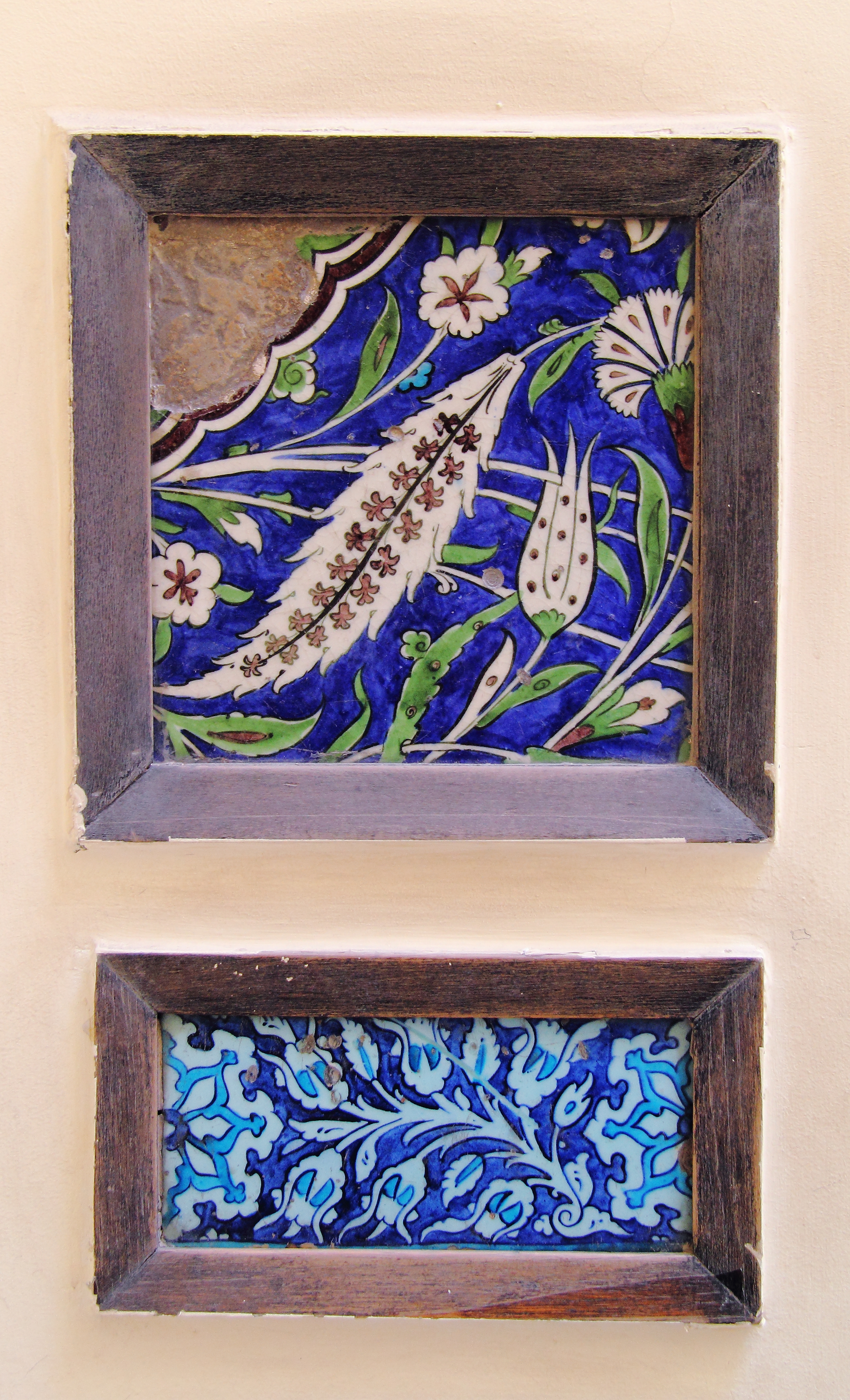
Zwei bemalte Keramikfliesen
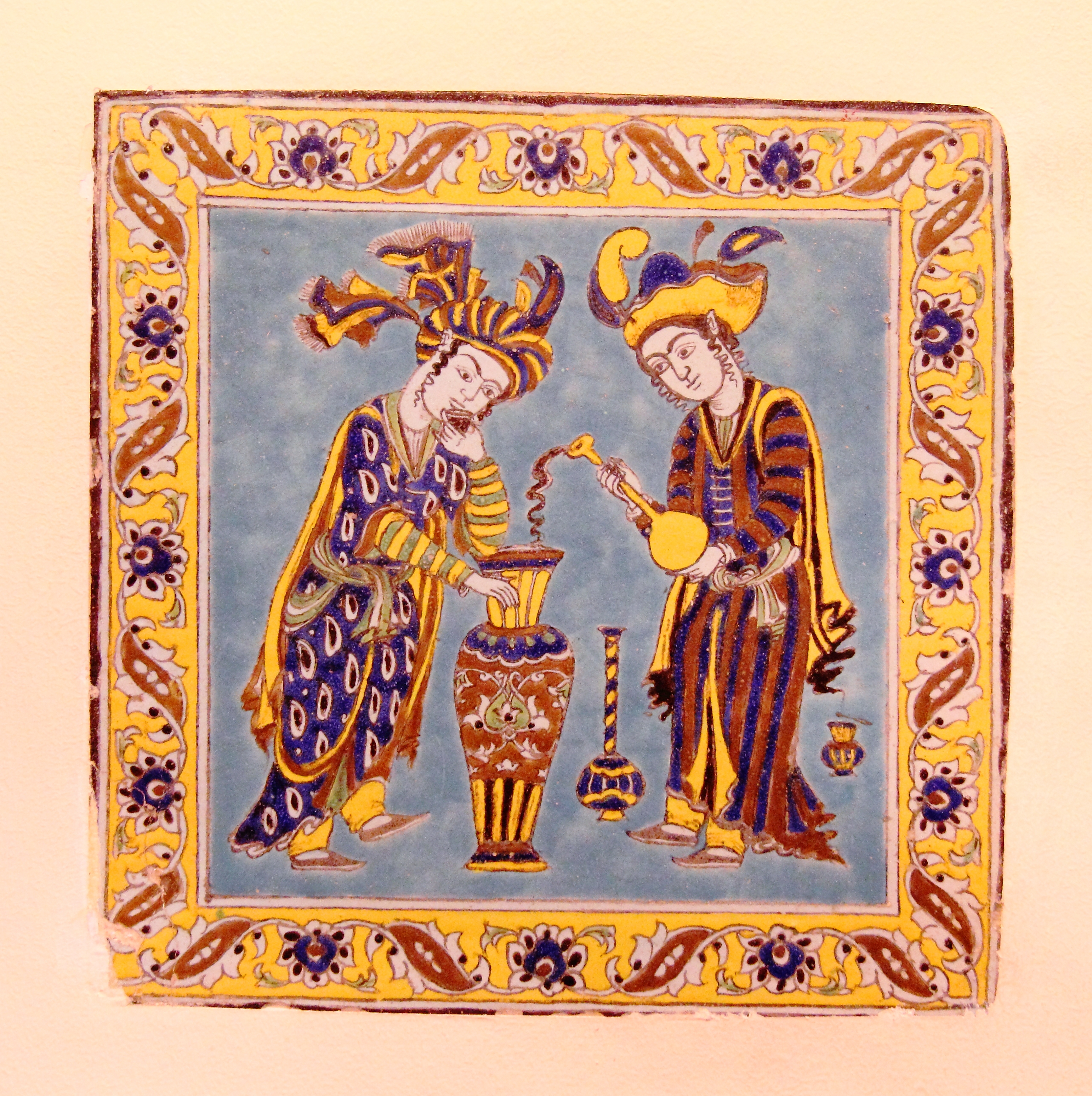
Bemalte Keramikfliese aus Persien
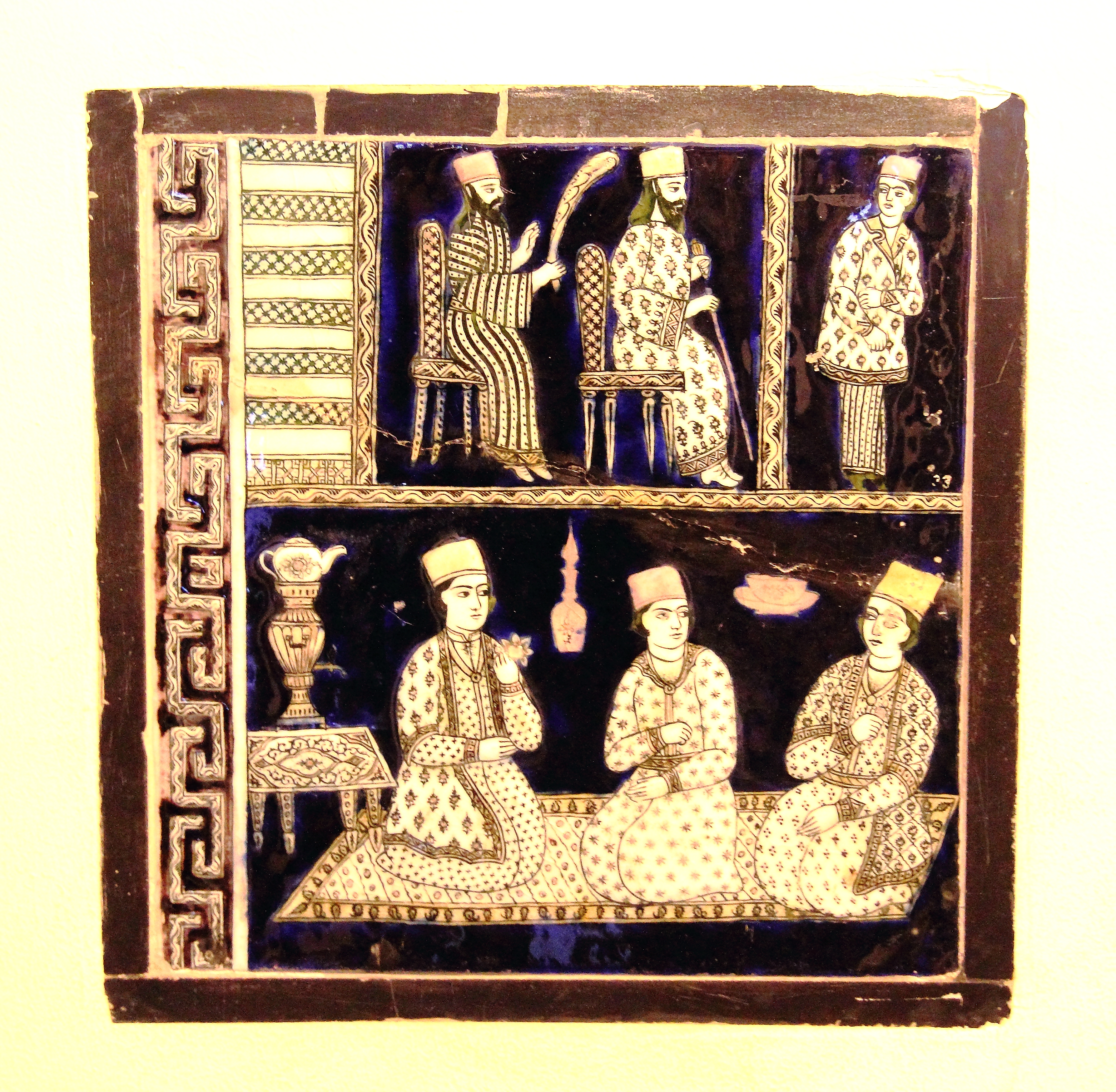
Bemalte Keramikfliese aus Persien

Der Gebäudekomplex in Kairo ist heute als Museum touristisch erschlossen und kann gegen Eintritt besichtigt werden. Es wird betrieben vom Supreme Council of Antiquities, der obersten ägyptischen Denkmalpflegebehörde. Der Museumseingang liegt zwischen der äußeren und der inneren Umfassungsmauer in der Nähe des Haupteingangs der Ibn-Tulun-Moschee.

## Trivia
Im Jahre 1976 wurden Szenen für den Film James Bond 007 – Der Spion, der mich liebte mit Roger Moore in der Hauptrolle im Gayer-Anderson-Museum gedreht.